# Musée régional de la faune alpine
 (juin 2023).
Si vous disposez d'ouvrages ou d'articles de référence ou si vous connaissez des sites web de qualité traitant du thème abordé ici, merci de compléter l'article en donnant les références utiles à sa vérifiabilité et en les liant à la section « Notes et références ».
Alpenfaunamuseum

Le Musée régional de la faune alpine « Beck-Peccoz » (en allemand Alpenfaunamuseum) est un musée d'éthologique situé près du chef-lieu de Gressoney-Saint-Jean, au cœur de la Vallée du Lys, en Vallée d'Aoste.
Il est composé par le recueil de trophées de chasse, 2 000 pièces environ, de la famille gressonarde des barons Beck-Peccoz. Il comprend la faune valdôtaine, incluant notamment les chamois, les bouquetins, les cerfs et les chevreuils, mais aussi des animaux provenant des cinq continents, dont certains remontent au XVIIIe siècle.
En particulier, on peut admirer un chevreuil sibérien (Capreolus pygargus) naturalisé.
Dans le musée on trouve aussi des portraits, des reliques de la famille, des livres et des revues concernant la faune et la flore alpine.

## Histoire
Le musée fut inauguré par la Reine Marguerite de Savoie, qui passait toujours ses vacances à Gressoney, dans l'ancien pavillon de chasse des Beck-Peccoz le 2 août 1913. Le tout premier siège du musée fut en réalité, en 1904, la maison des Beck-Peccoz sur la place principale de Gressoney-Saint-Jean.

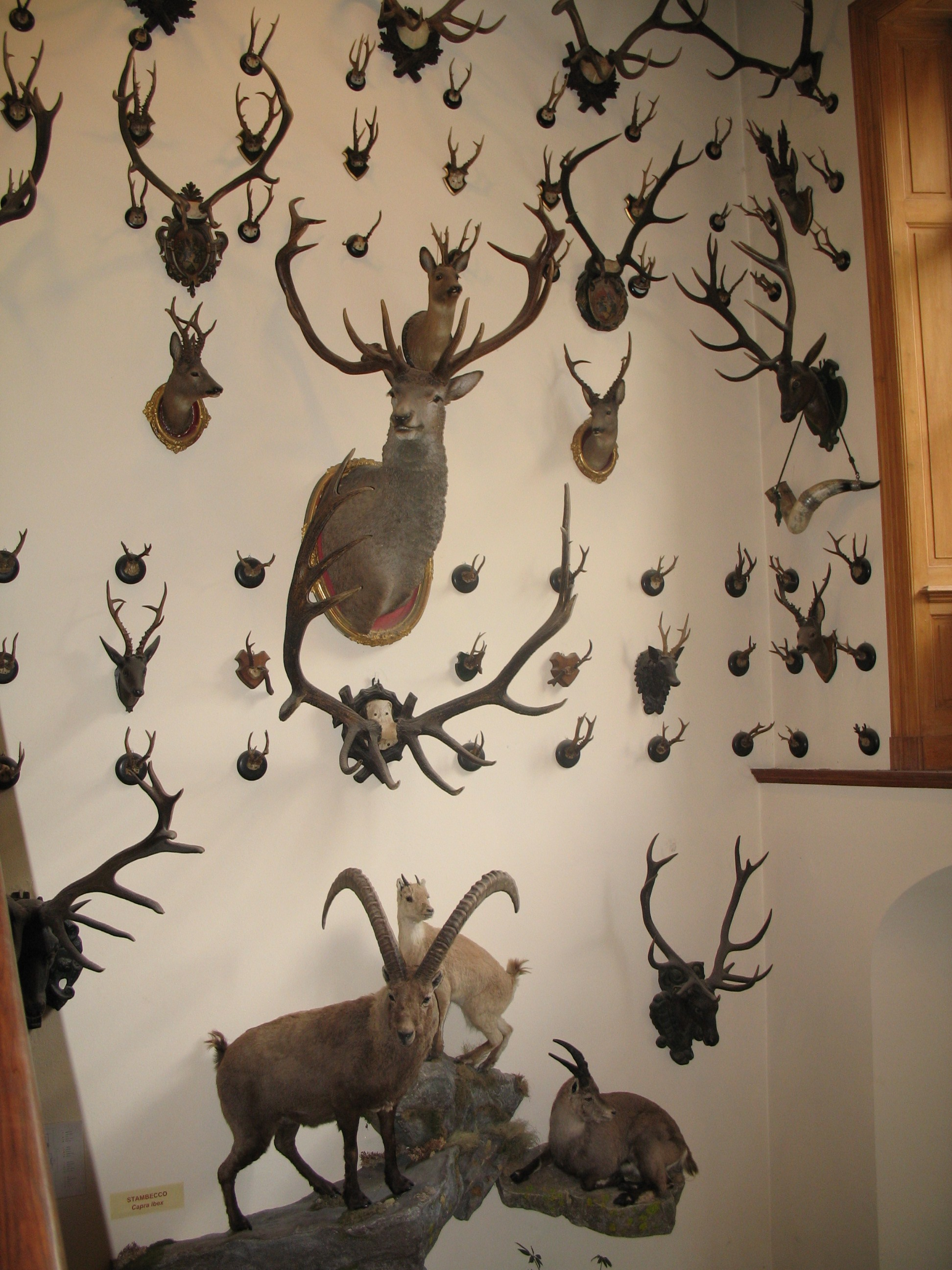
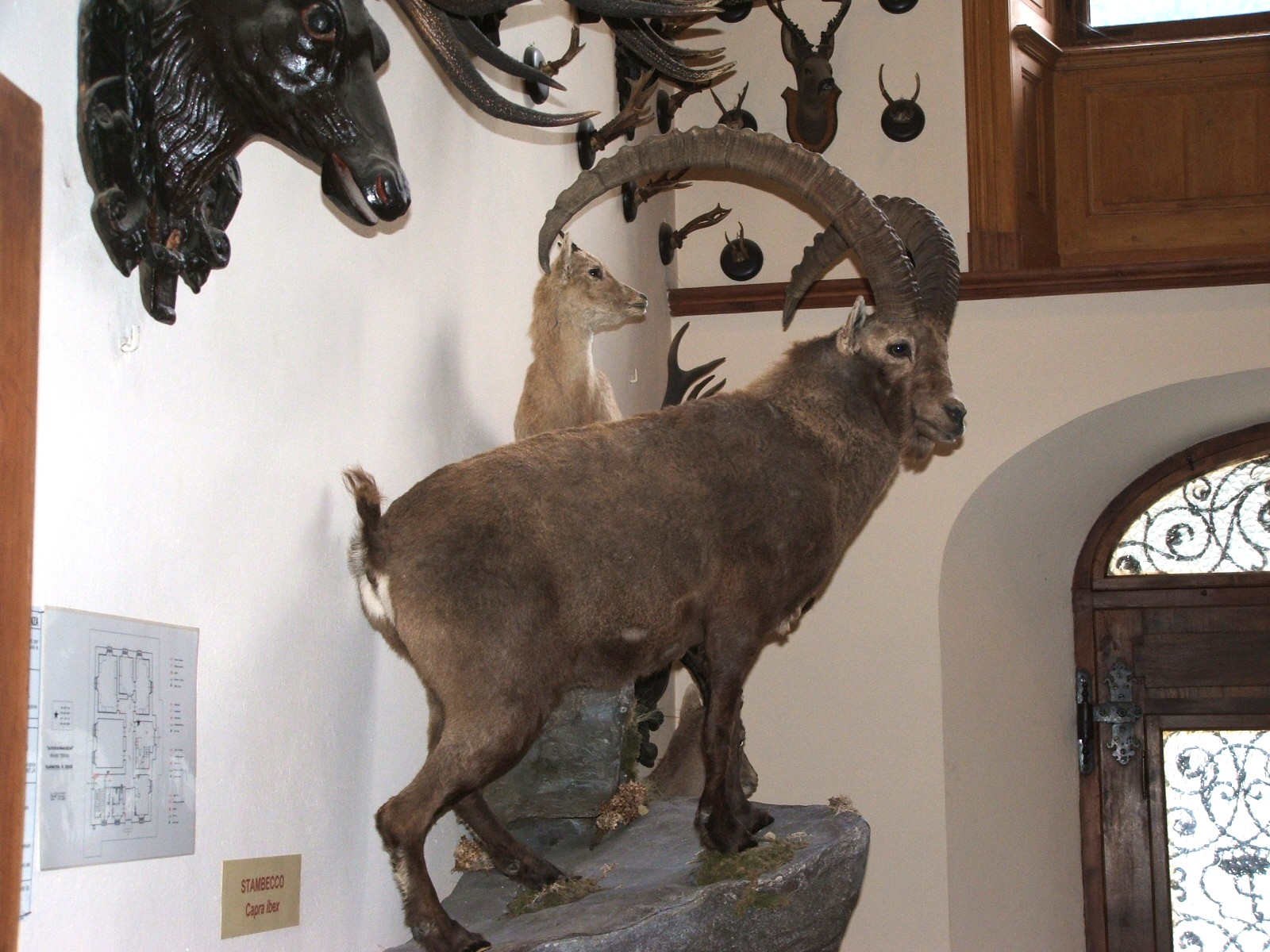
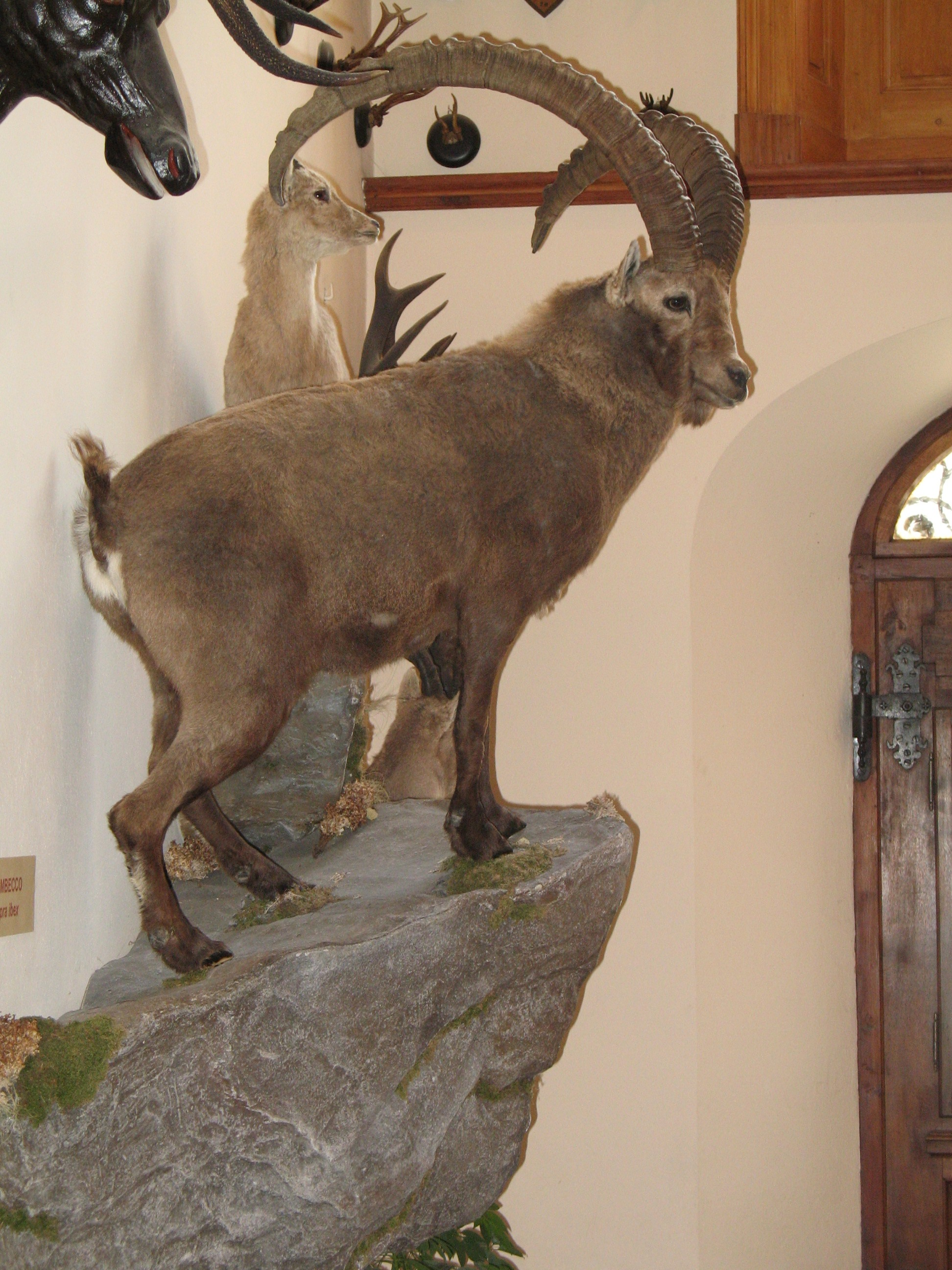
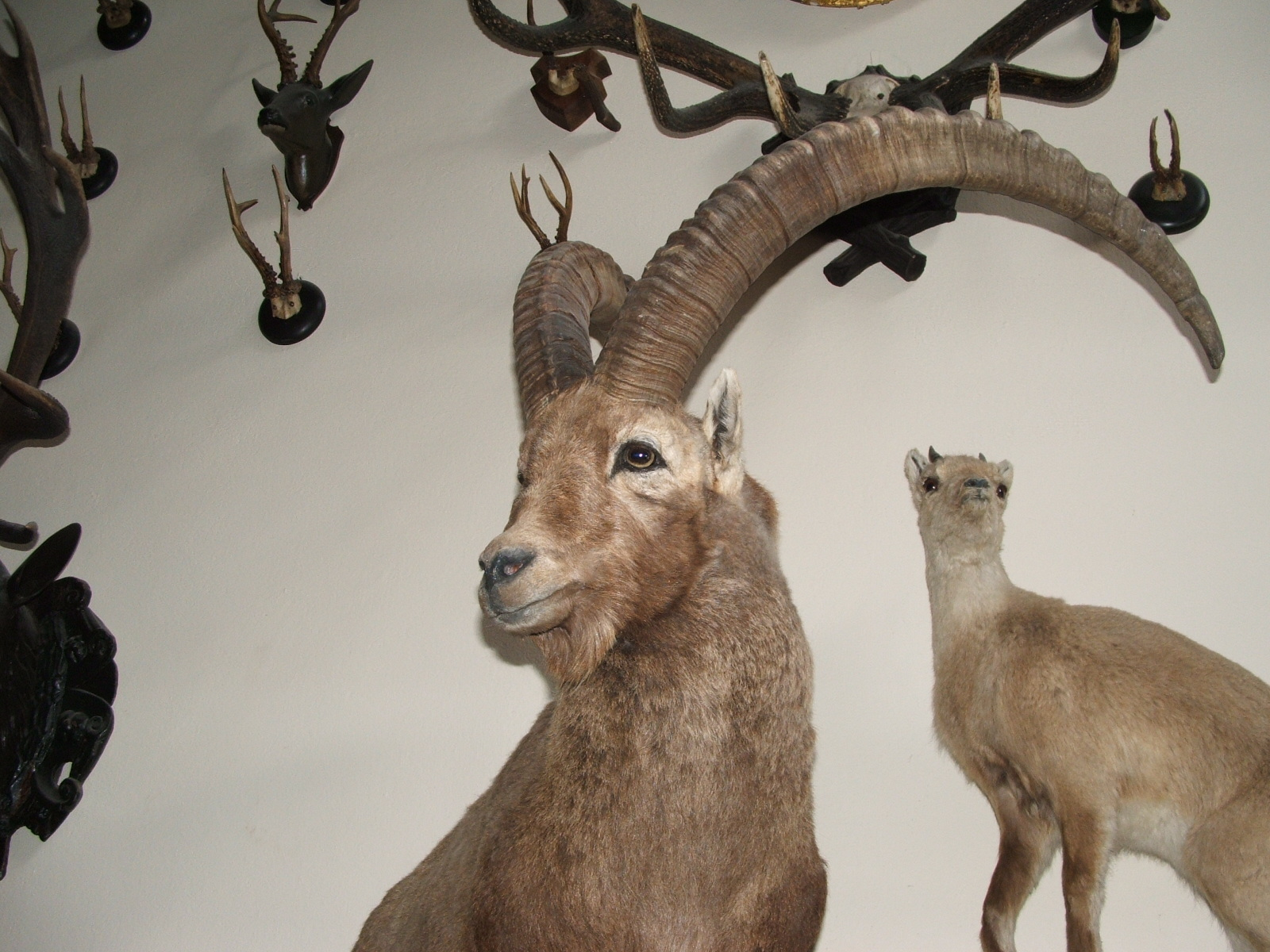

L'idée de créer un musée fut du baron Louis Beck-Peccoz, qui, dans son testament dicté à Augsbourg le 11 février 1882, opéra le transfert à Gressoney-Saint-Jean de l'entière collection de famille des trophées de chasse commencée par son aïeul Johann Christoph Beck, gardée à l'époque dans cette ville allemande. L'opération lui coûta 40 000 marcs.
Le musée a été ensuite acheté par la région autonome Vallée d'Aoste en 1986, qui l'aménagea en collaboration avec le Corps forestier valdôtain. Dans cette opération, la petite collection d'armes de chasse de la famille a été incluse dans l'exposition.

## La collection des trophées de chasse
La collection des trophées de chasse commencée par Johann Christoph Beck au début du XIXe siècle fut enrichie par son fils Joseph Anton.
La souche de la famille, qui avait une véritable passion pour la chasse, fut frappé par la ramure des cornes des cervidés, et, sous l'impulsion de l'esprit des Lumières, décida de les recueillir et d'en faire une collection, et commença donc à acheter les ramures qui l'intéressaient le plus.
Il reçut le titre de baron du roi Louis Ier de Bavière avec la permission d'ajouter au blason de la famille un cerf, qui fut ensuite remplacé par un bouquetin après que le roi Charles-Albert de Savoie lui remit le même titre pour le royaume de Sardaigne.
Les descendants Joseph Anton, Louis, Antoine et Charles complétèrent son œuvre. Les deux derniers en particulier s'occupèrent de la construction du pavillon, situé près de la Villa Marguerite, siège de la commune de Gressoney-Saint-Jean.

## Les barons Beck-Peccoz
Les membres de cette famille nobiliaire, d'origine walser, en vertu de leur passion pour la chasse, ont lié leur nom à la Vallée d'Aoste et à ce musée.

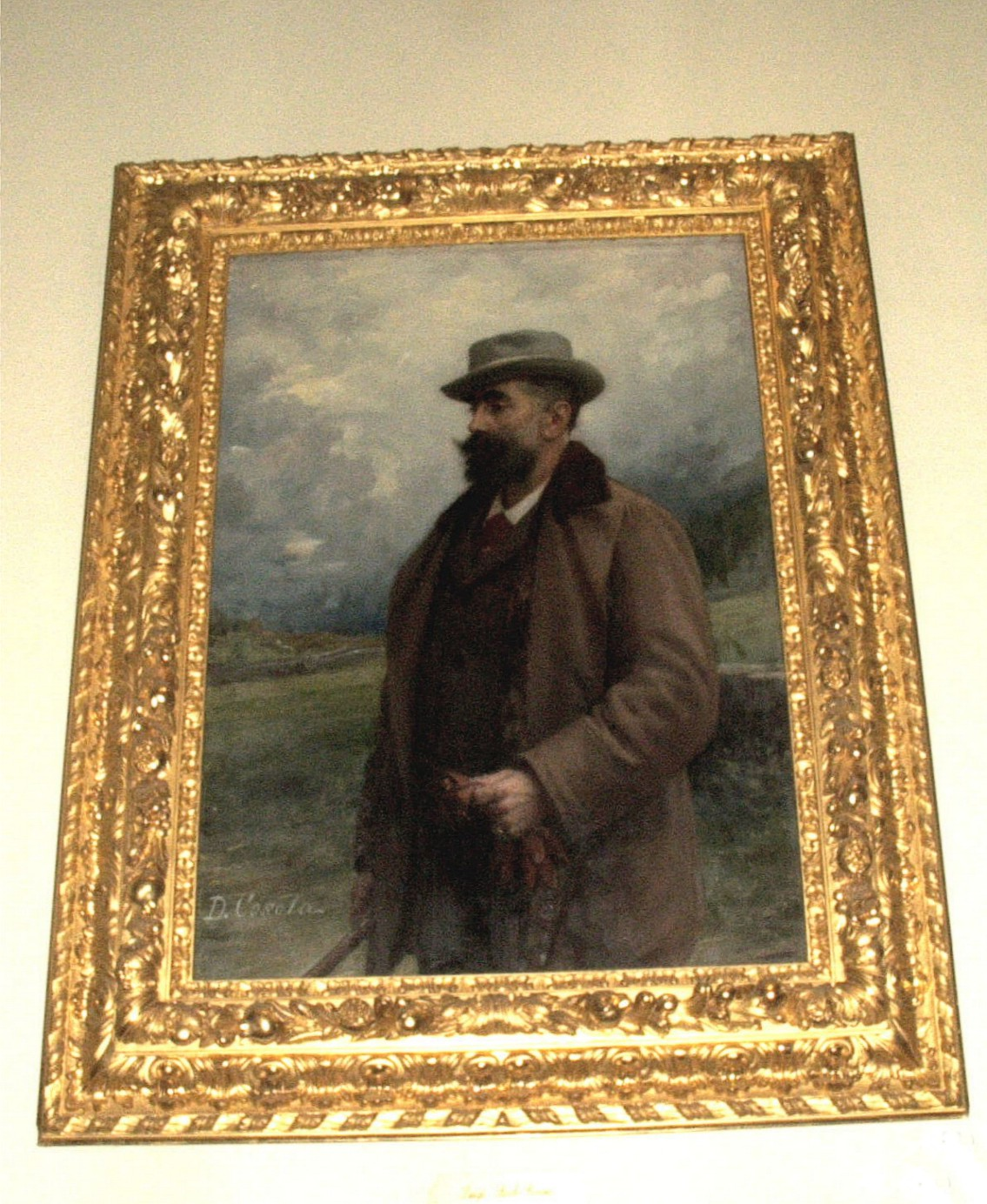
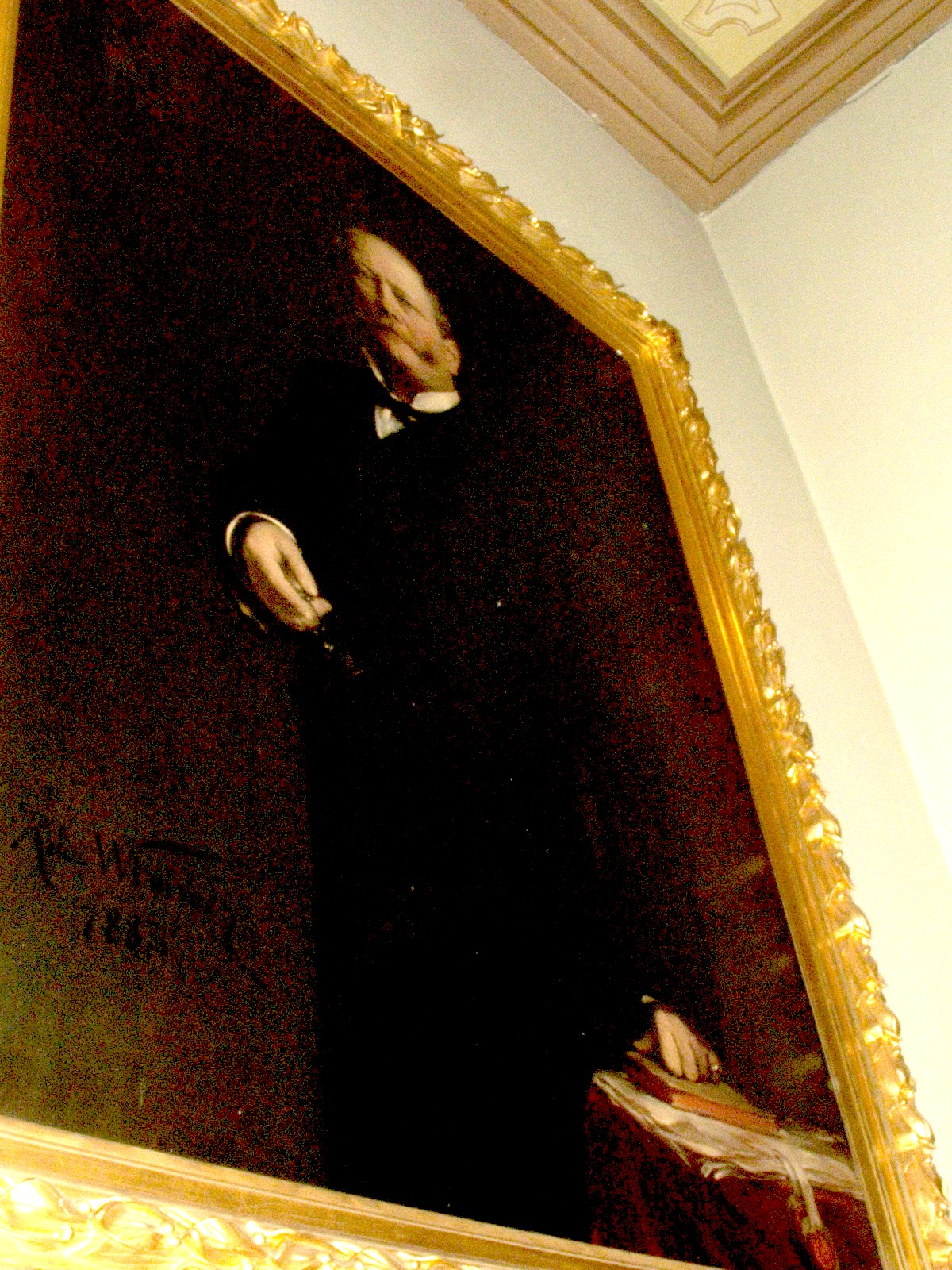
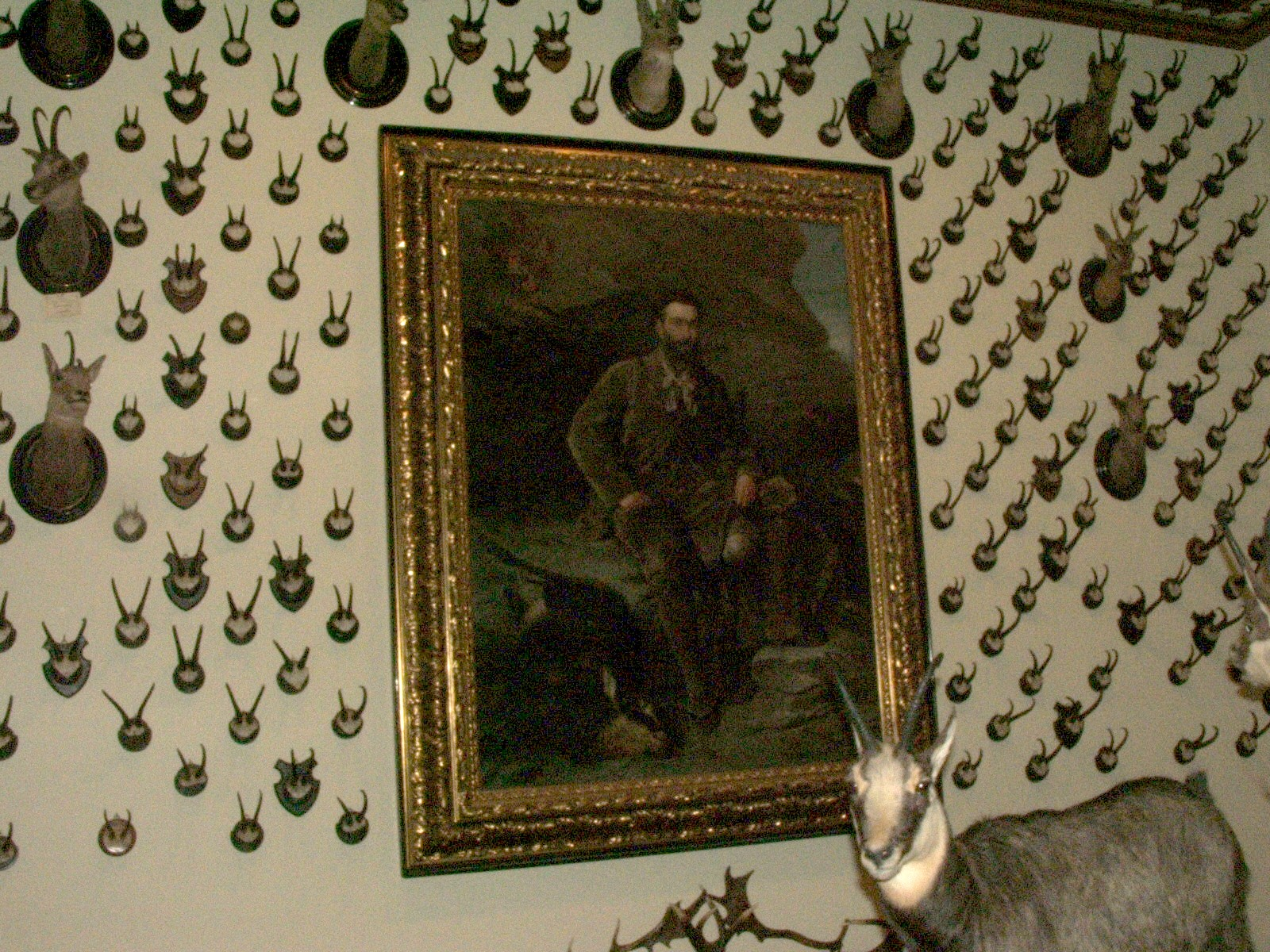

Les principaux membres de cette familles sont : 
- Johann Christoph Beck (1749-1818)
  - Joseph Anton Beck (1808-1882)
    - Antoine Beck-Peccoz (1837-1911)
      - Egon Beck-Peccoz

    - Louis Beck-Peccoz (1841-1894)
    - Charles Beck-Peccoz

Il faut remarquer l'effort déployé par Louis Beck-Peccoz en faveur de la sauvegarde des bouquetins, par la création d'une aire protégée dans la commune de Saint-Marcel où se trouvaient à l'époque plus de 1 000 têtes.

## La collection des armes de chasse
La collection des armes des Beck-Peccoz se trouve au premier étage, et comprend environ 90 pièces : on trouve des armes longues de chasse, à chargement par la bouche et par la culasse, des pistolets, des armes militaires utilisées au XIXe jusqu'au début du  XXe siècle.

## Salles didactiques
Ces salles se trouvent au rez-de-chaussée, qui était en origine l'espace d'habitation du pavillon. Elles sont dédiées à la systématique, à l'anatomie, à la morphologie et à la biologie des vertébrés de montagne.

### Salle 1

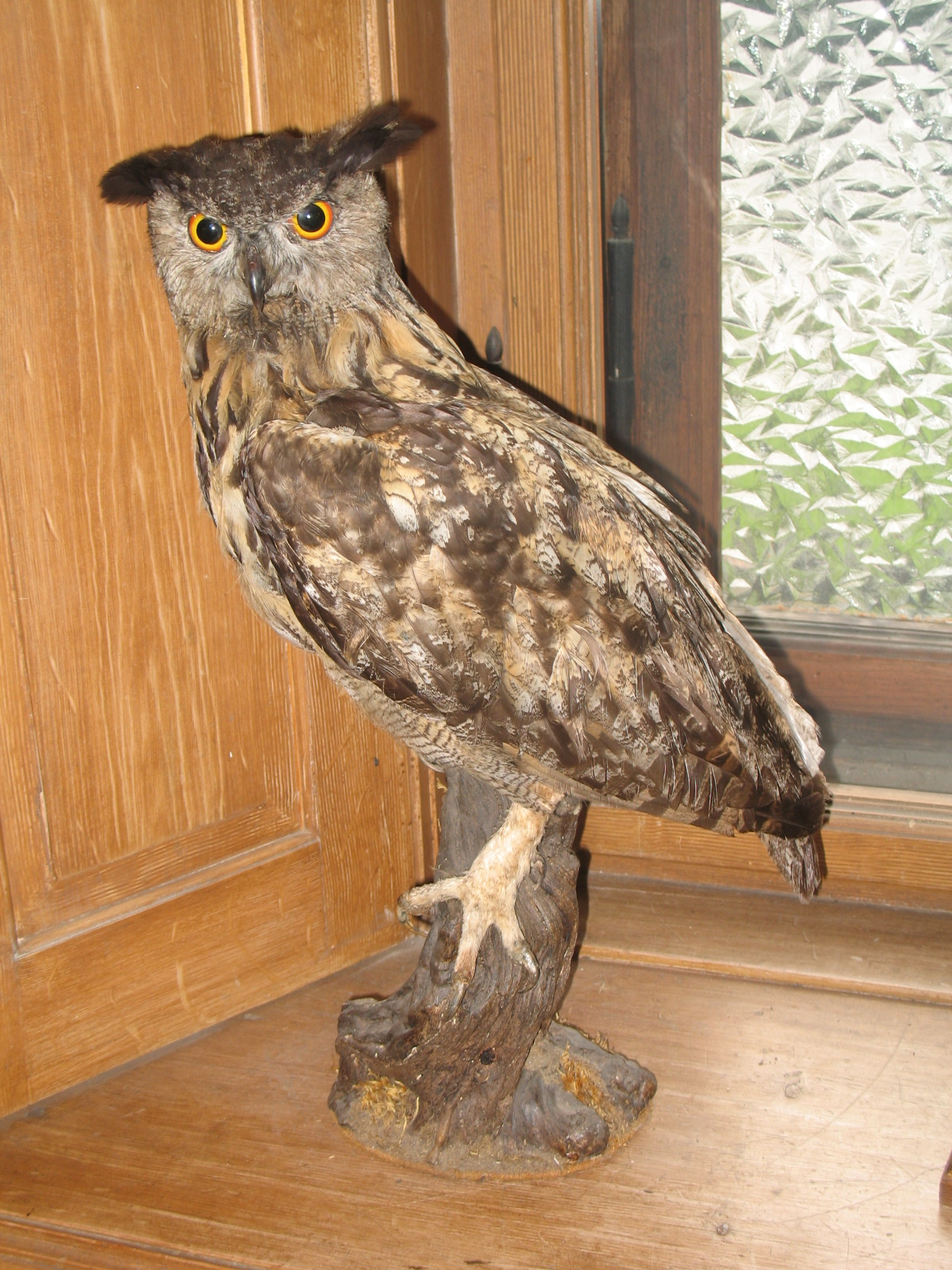
Bubo bubo

- Origine et adaptation de la faune valdôtaine

### Salle 2
- Chamois et bouquetins
  - Classement taxinomique
  - Caractéristiques somatiques :

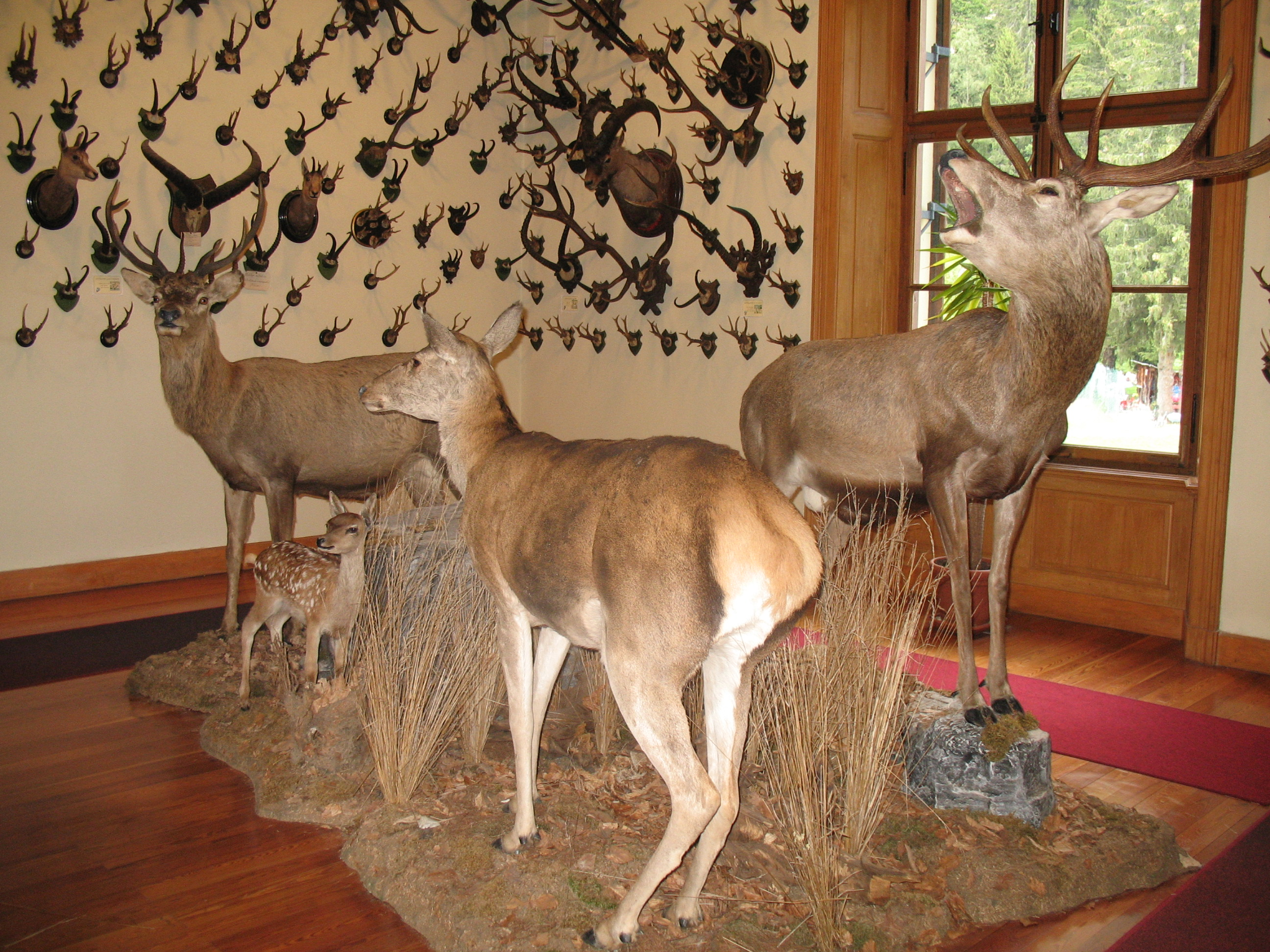
Cervus elaphus

    - Différence entre les sexes pour le bouquetin
    - Différence entre les sexes pour le chamois
    - L'âge du bouquetin
    - L'âge du chamois

  - Alimentation
  - Causes de mortalité
  - Structure sociale

### Salle 3

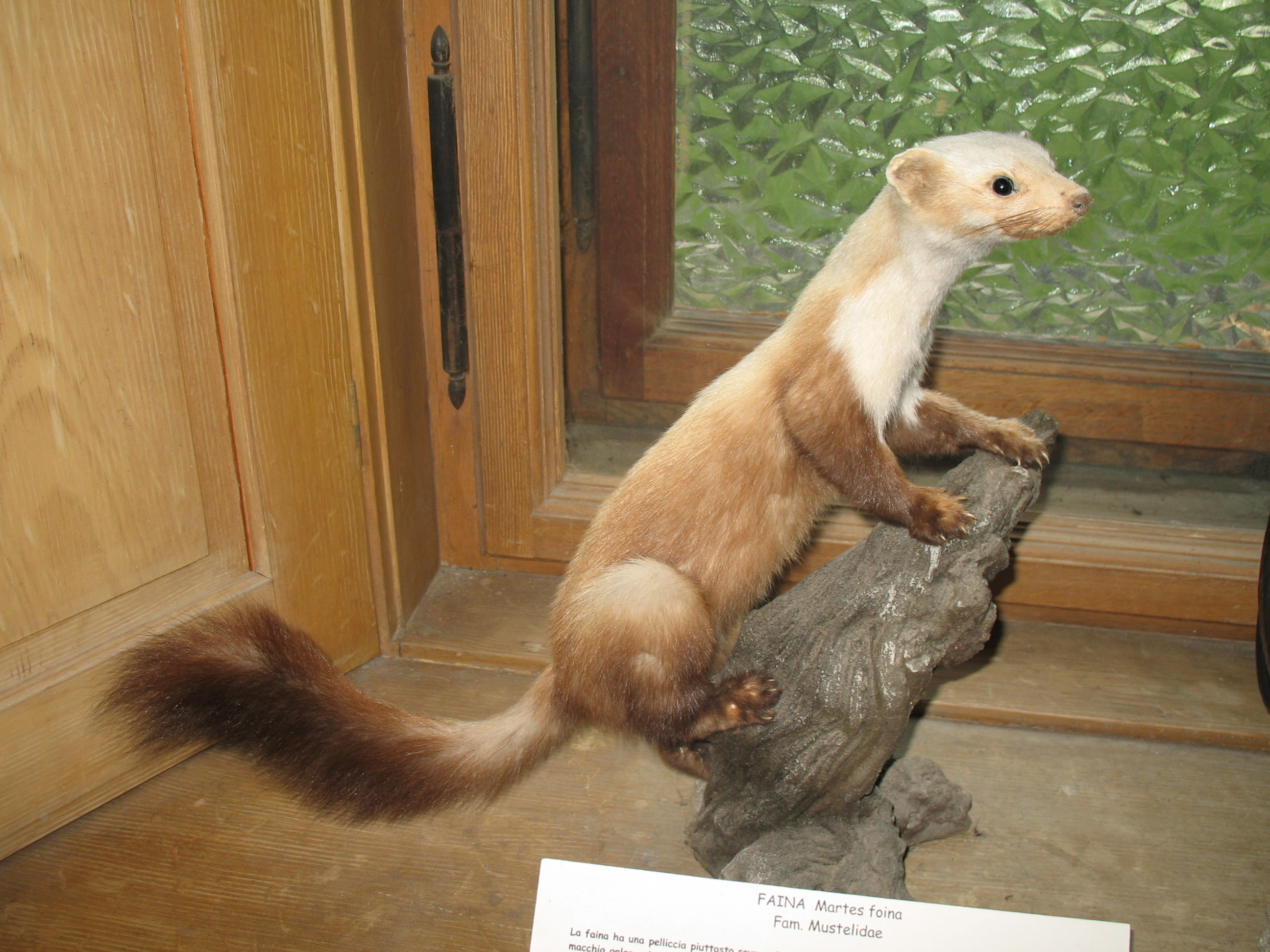
Martes foina

- Petite faune
  - La prairie et le bois
  - Environnements ruraux
  - Altitude inférieure

### Salle 4
- Cerfs et Chevreuils
  - Classement taxinomique
  - Caractéristiques somatiques :
    - La ramure et son anatomie

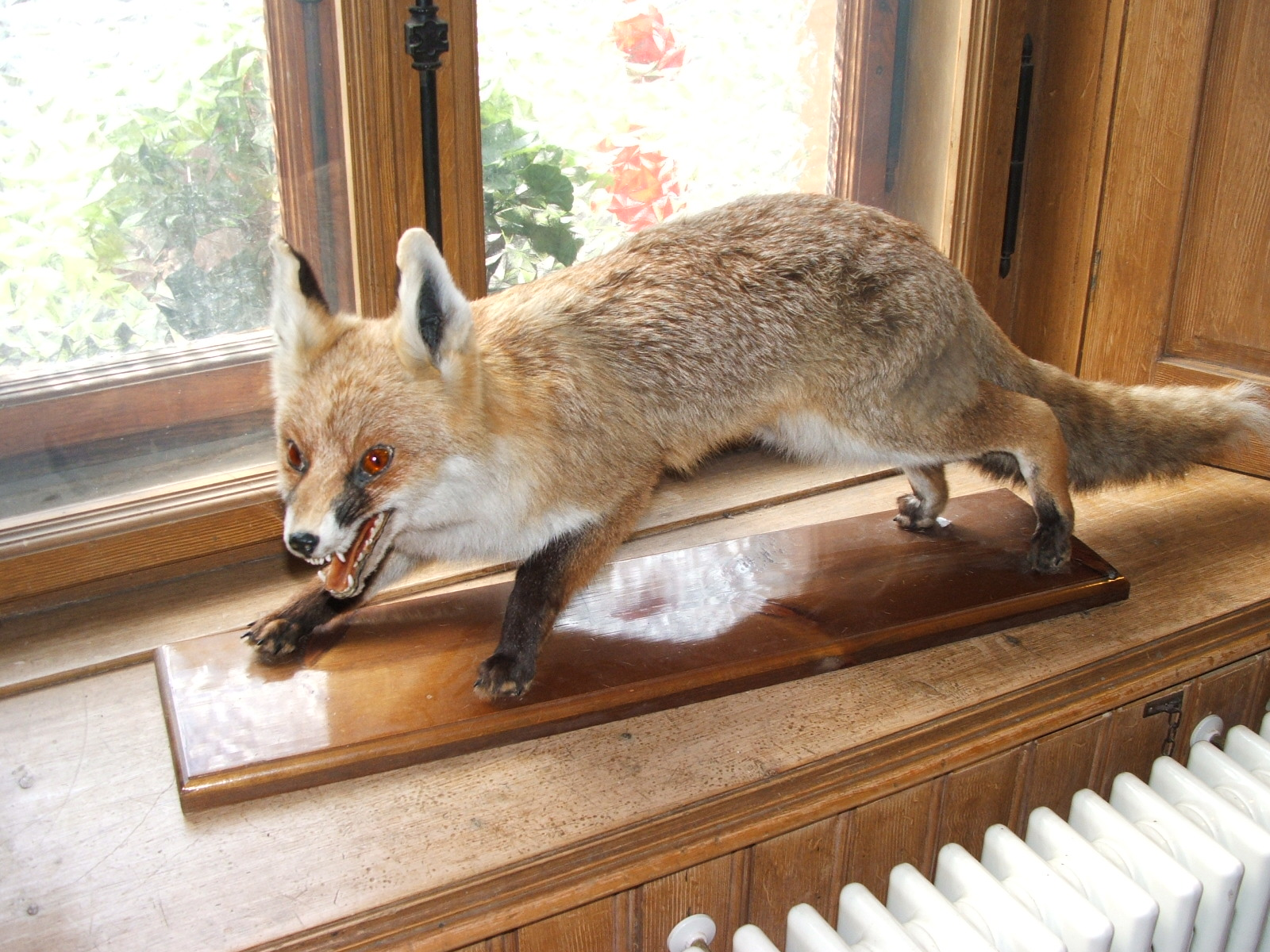
Vulpes vulpes

    - La croissance et les malformations
    - L'année d'un cerf

  - Alimentation
  - Reproduction